# Breedscheenjuffers (familie)
De breedscheenjuffers (Platycnemididae) vormen een kosmopolitisch verspreide familie van juffers (Zygoptera). In België en Nederland komt er slechts één soort voor, de blauwe breedscheenjuffer. In de rest van Europa komen nog twee andere soorten van het geslacht Platycnemis voor. De naam verwijst naar de opvallend brede schenen.

## Kenmerken
De volwassen dieren van de breedscheenjuffers zijn typische juffers, met een lang, dun achterlijf, voor- en achtervleugels gelijk van vorm en in rust opgevouwen boven het achterlijf, en wijd uiteen staande ogen.
Ze zijn van alle andere juffers te onderscheiden door de aparte bouw van de poten. De scheen van elke poot is (min of meer) opvallend verbreed en met afstaande haren bezet.
Breedscheenjuffers leven over het algemeen in de buurt van stromend water waar ze hun eieren leggen in waterplanten.

## Geslachten
- Allocnemis Selys, 1863
- Arabicnemis Waterston, 1984
- Asthenocnemis Lieftinck, 1949
- Calicnemia Strand, 1928
- Chlorocnemis Selys, 1863
- Coeliccia Kirby, 1890
- Copera Kirby, 1890
- Cyanocnemis Lieftinck, 1949
- Denticnemis Bartenev, 1956
- Idiocnemis Selys, 1878
- Indocnemis Laidlaw, 1917
- Leptocnemis Selys, 1886
- Lieftinckia Kimmins, 1957
- Lochmaeocnemis Lieftinck, 1949
- Mesocnemis Karsch, 1891
- Metacnemis Selys, 1863
- Oreocnemis Pinhey, 1971
- Paracnemis Martin, 1903
- Paramecocnemis Lieftinck, 1932
- Platycnemis Burmeister, 1839 – Breedscheenjuffers
- Proplatycnemis Kennedy, 1920
- Pseudocopera Fraser, 1922
- Rhyacocnemis Lieftinck, 1956
- Risiocnemis Cowley, 1934
- Salomoncnemis Lieftinck, 1987
- Stenocnemis Karsch, 1899
- Thaumatagrion Lieftinck, 1932
- Torrenticnemis Lieftinck, 1949

### Soorten in Europa
De volgende soorten komen in Europa voor en worden verder in detail beschreven:
- Geslacht Breedscheenjuffers (Platycnemis)
  - Blauwe breedscheenjuffer (Platycnemis pennipes) – heel Midden- en Zuid-Europa, ook in B. en Nl.
  - Oranje breedscheenjuffer (Platycnemis acutipennis) – Frankrijk en Spanje
  - Witte breedscheenjuffer (Platycnemis latipes) – Frankrijk en Spanje

### Buiten Europa
Beschreven soorten van buiten Europa:
- Asthenocnemis linnaei
- Mesocnemis saralisa

## Afbeeldingen

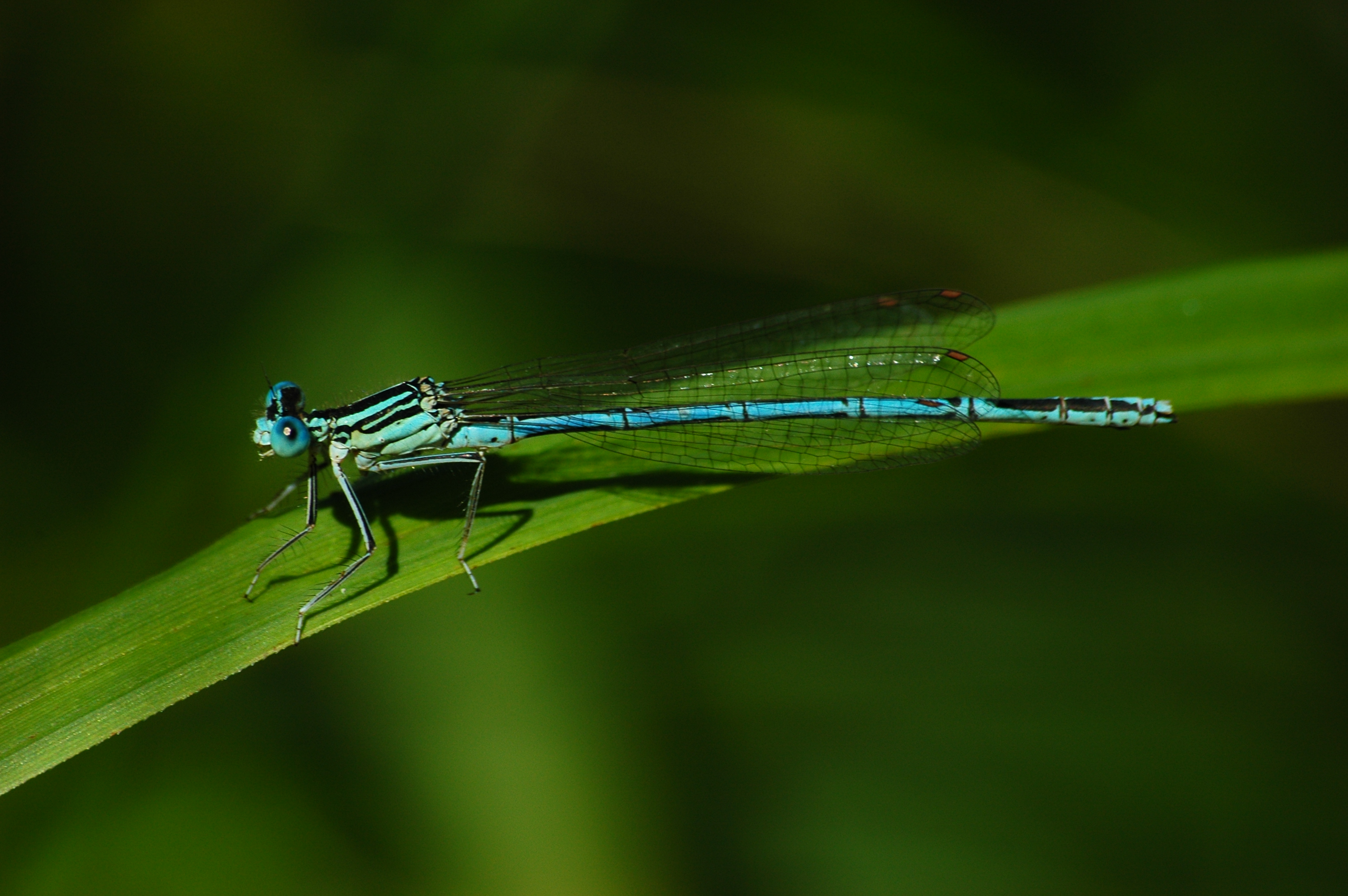
Mannetje blauwe breedscheenjuffer
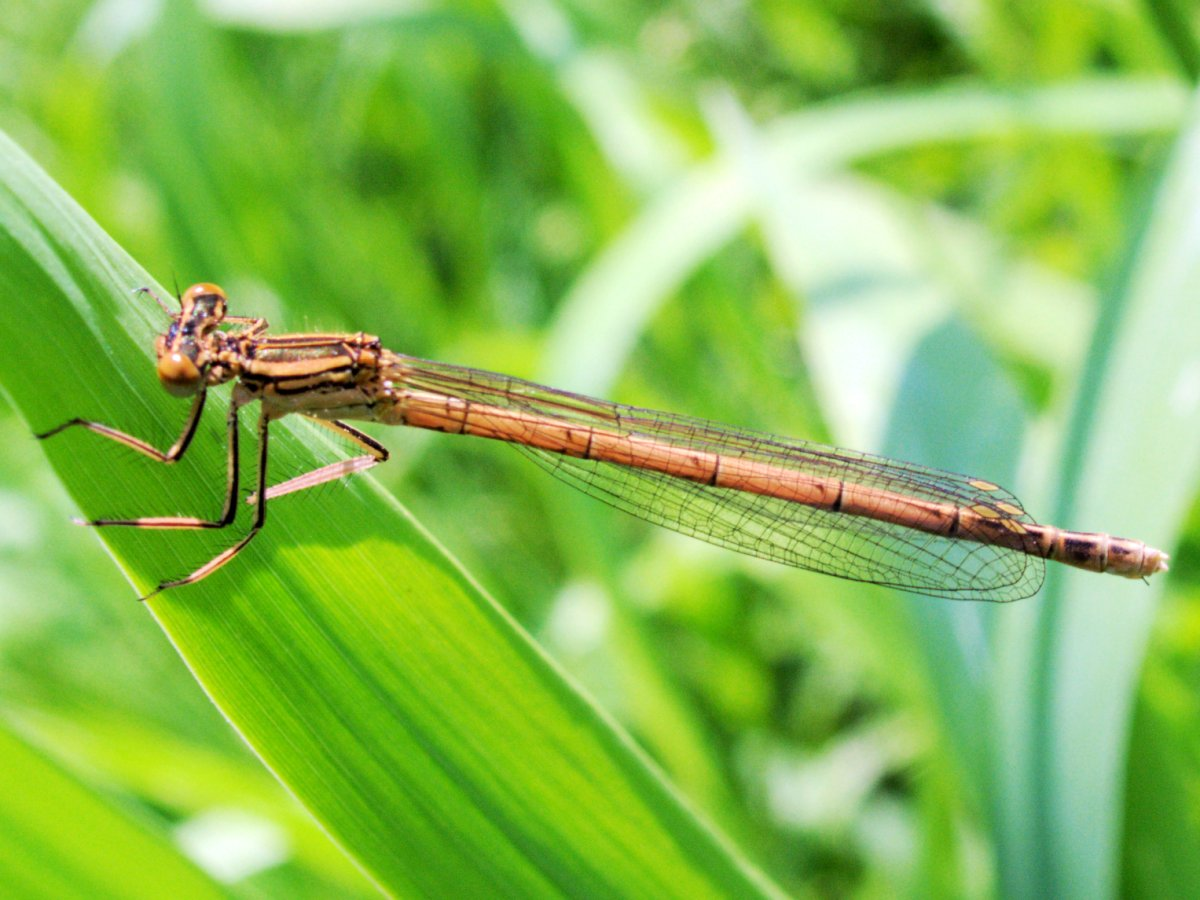
Vrouwtje blauwe breedscheenjuffer, Munster (Duitsland)